# Euthystira
Euthystira är ett släkte av insekter. Euthystira ingår i familjen gräshoppor.
Kladogram enligt Catalogue of Life:
| Euthystira | \| \| Euthystira brachyptera \| \| \| \| \| \| Euthystira luteifemora \| \| \| \| \| \| Euthystira pavlovskii \| \| \| \| \| \| Euthystira xinyuanensis \| \| \| \| \| \| Euthystira yuzhongensis \| \| \| \| |
|            | \| \| Euthystira brachyptera \| \| \| \| \| \| Euthystira luteifemora \| \| \| \| \| \| Euthystira pavlovskii \| \| \| \| \| \| Euthystira xinyuanensis \| \| \| \| \| \| Euthystira yuzhongensis \| \| \| \| |
|            | Euthystira brachyptera |
|            | |
|            | Euthystira luteifemora |
|            | |
|            | Euthystira pavlovskii |
|            | |
|            | Euthystira xinyuanensis |
|            | |
|            | Euthystira yuzhongensis |
|            | |

## Bildgalleri

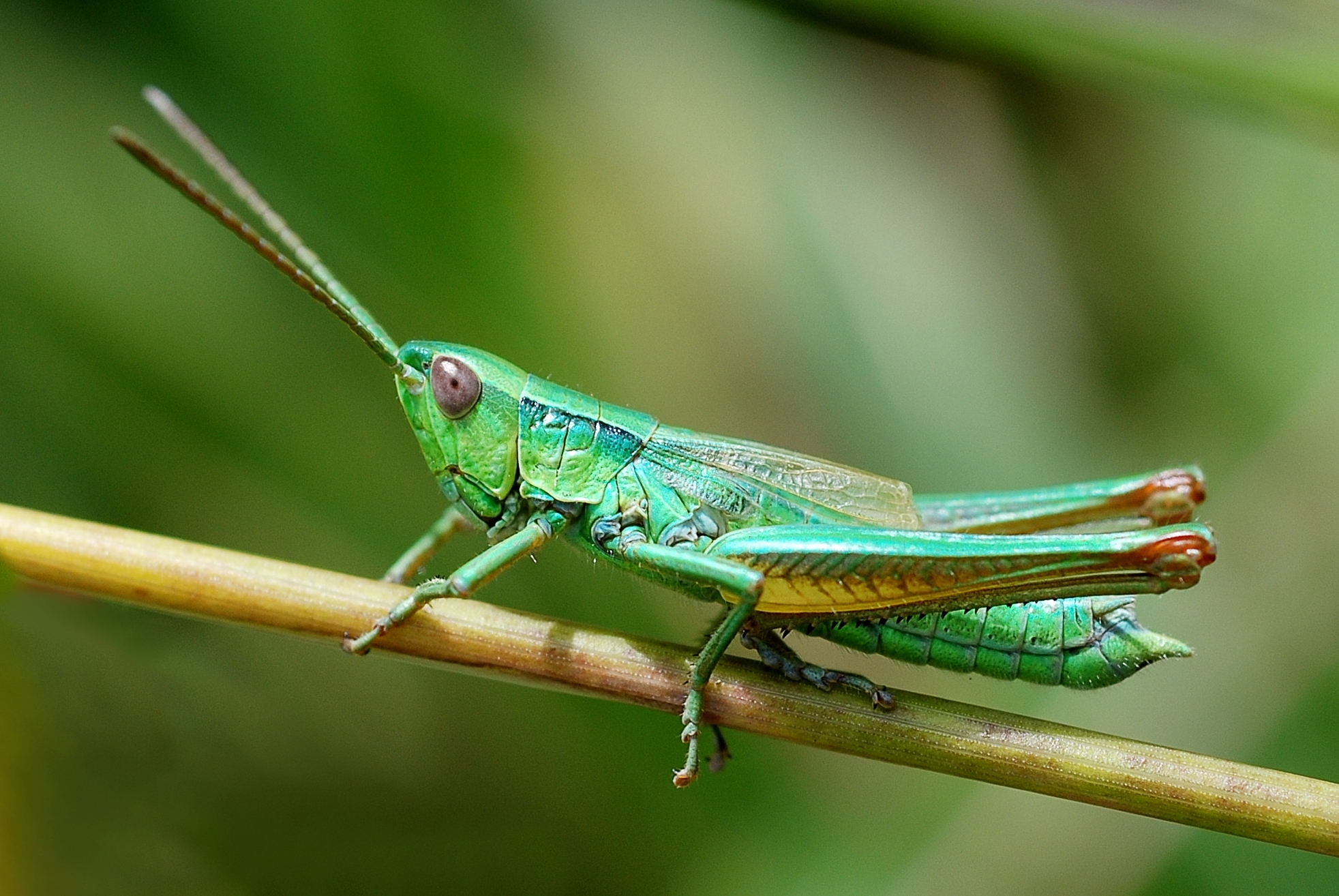
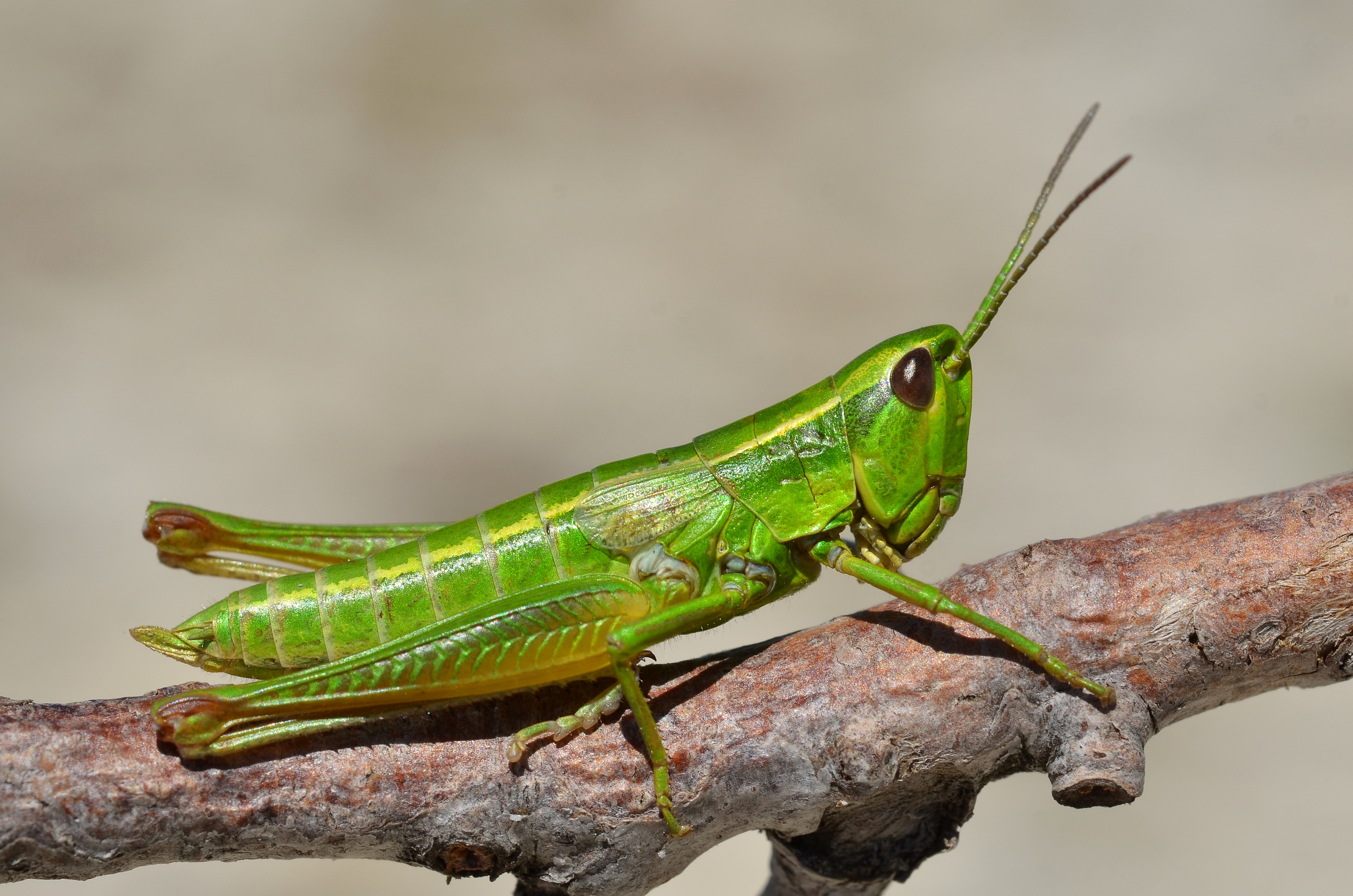
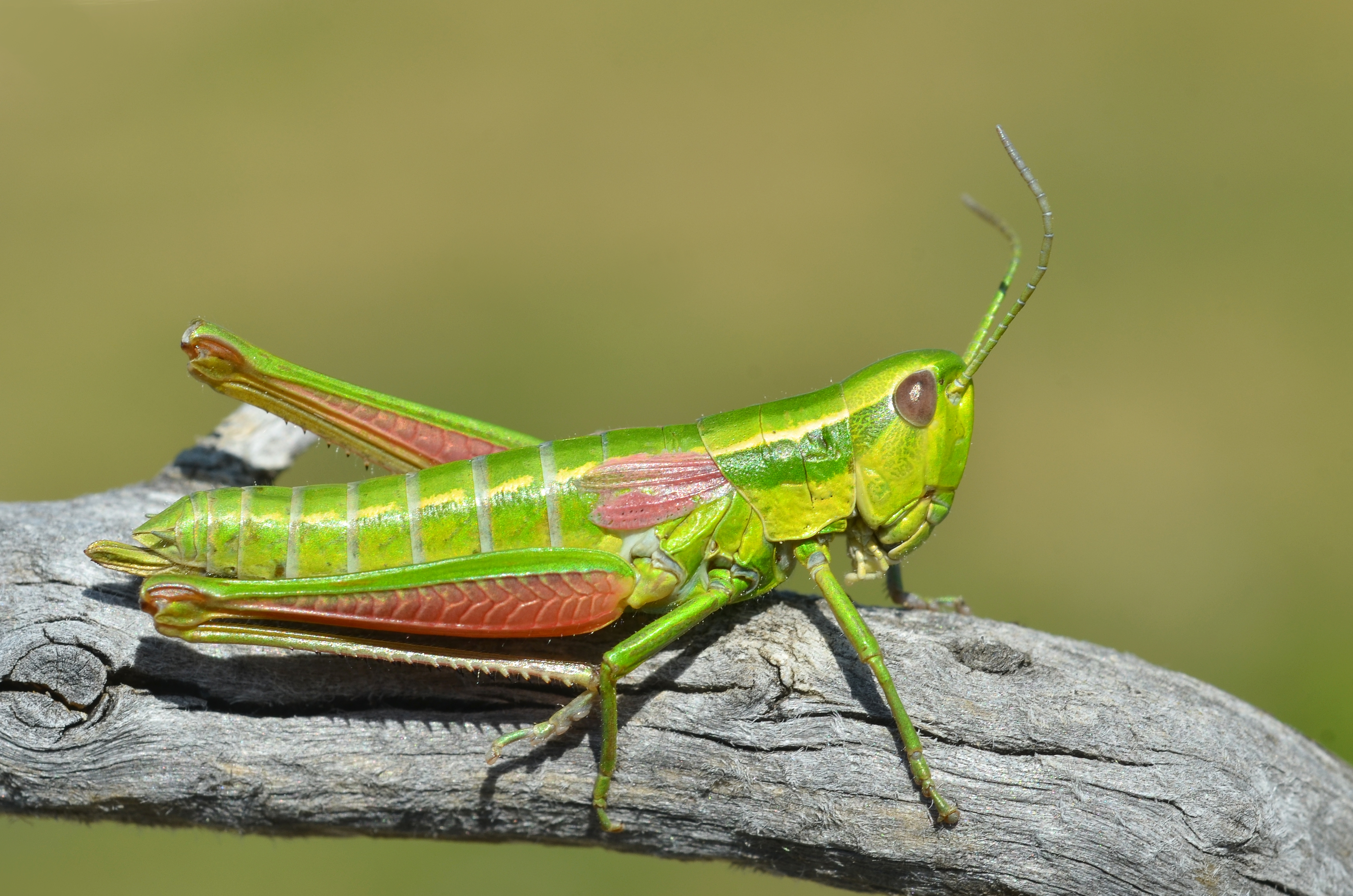
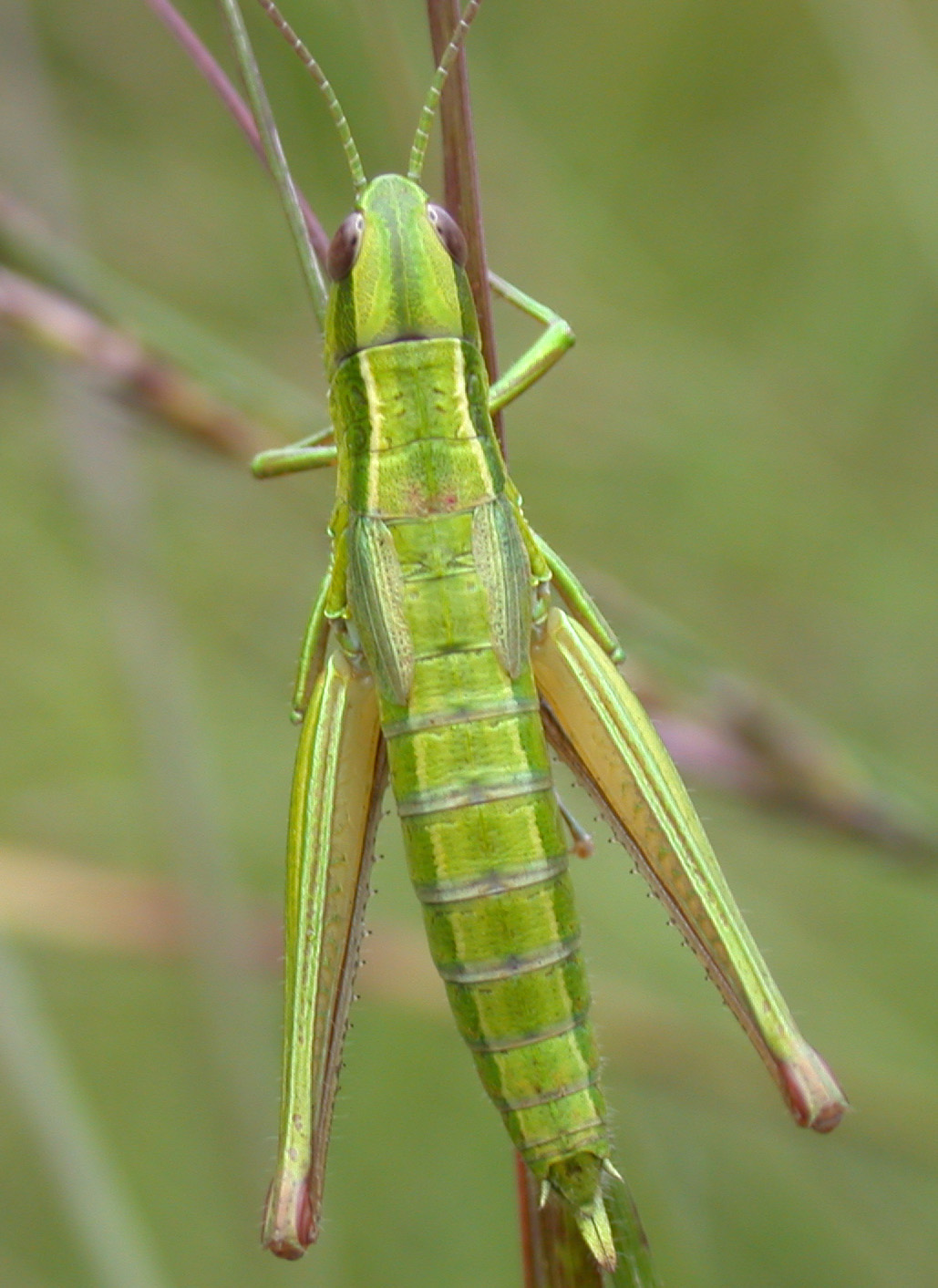
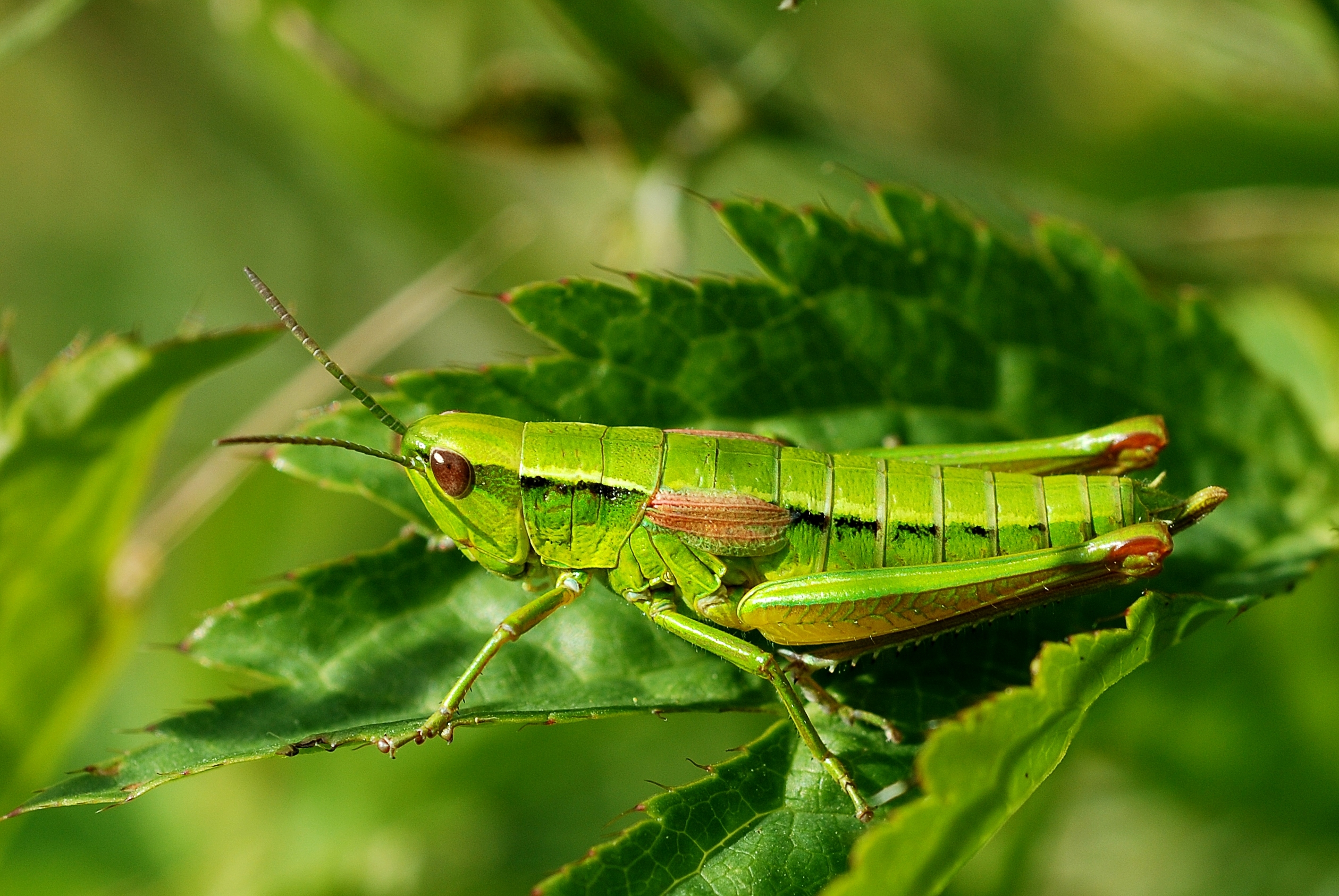
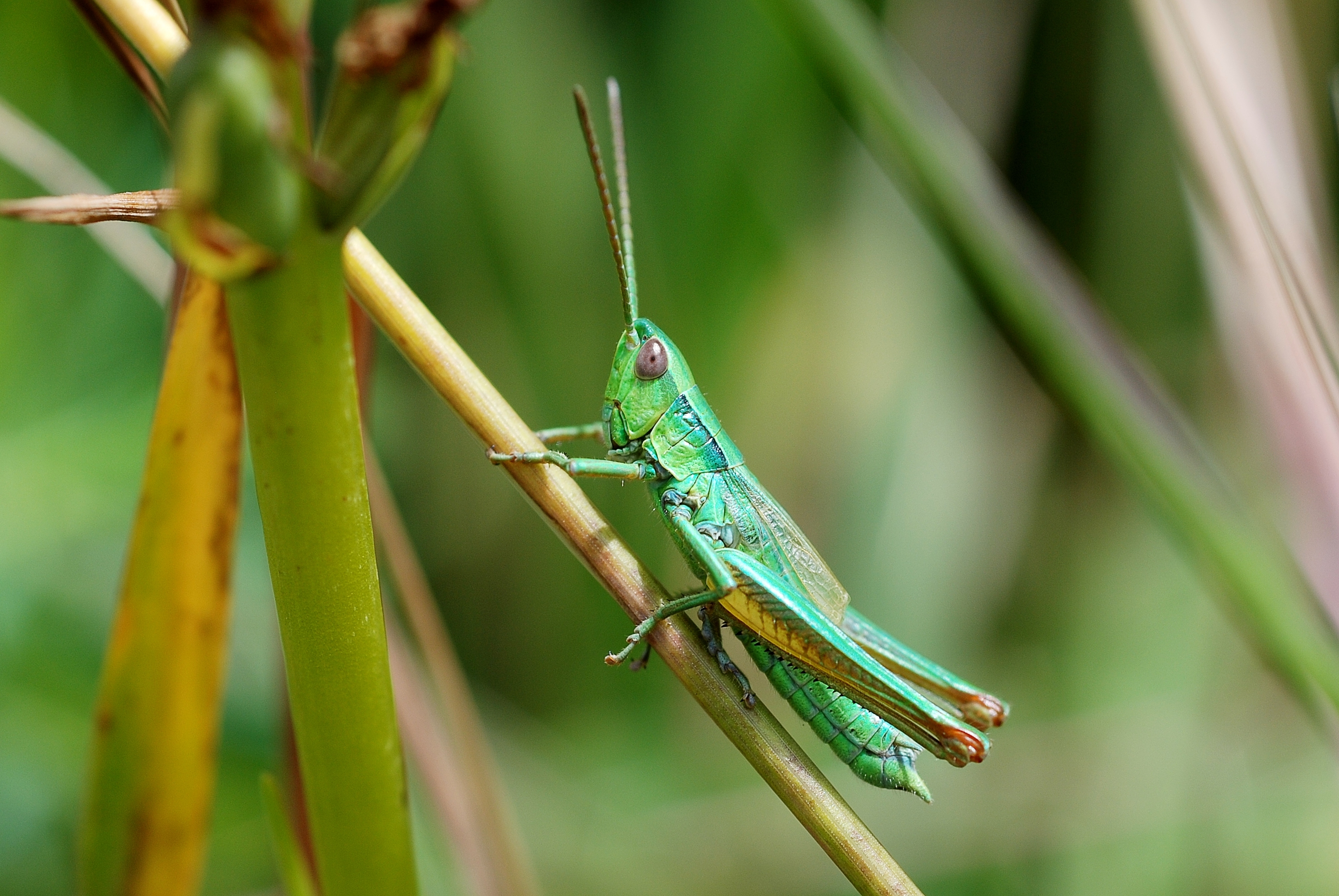